# 2006 na arte

## Mortes
| Data            | Nome            | Profissão                   | Nacionalidade | Observações | Ref |
| --------------- | --------------- | --------------------------- | ------------- | ----------- | --- |
| 6 de Fevereiro  | Aldemir Martins | artista plástico            | Brasil        | n. 1922     |     |
| 11 de Fevereiro | Álvaro Lapa     | artista plástico e escritor | Portugal      | n. 1939     |     |
| 1 de Maio       | Calasans Neto   | artista plástico            | Brasil        | n. 1932     |     |
| 21 de Julho     | Ugo Attardi     | artista plástico            | Itália        | n. 1923     |     |
| 26 de Novembro  | Mário Cesariny  | pintor e poeta              | Portugal      | n. 1923     |     |